# Unknown Human Being
Unknown Human Being es un EP de la banda española de thrash metal, Angelus Apatrida lanzado en mayo de 2003. Fue su primer trabajo con la nueva formación y el nuevo estilo de thrash metal.

## Formación
- David G. Álvarez: Guitarra rítmica / solista - Coros
- Víctor Valera: Batería y coros
- Guillermo Izquierdo: Guitarra rítmica / solista - Voz
- José J. Izquierdo: Bajo y coros

## Lista de canciones
1. "Backbone Crasher" - 4:37
2. "Supremacy In Chaos" - 5:02
3. "Sons Of Revolution" - 5:20
4. "Unknown Human Being" - 4:13

- Datos: Q6157198